# Westliche Seespitze
Die Westliche Seespitze in den Stubaier Alpen ist mit 3355 m ü. A. 61 m niedriger als die benachbarte Östliche Seespitze und 119 m niedriger als die südlich davon aufragende Ruderhofspitze. Sie gehört zur Gruppe der Alpeiner Berge und liegt im österreichischen Bundesland Tirol.

## Lage
Die Westliche Seespitze liegt rund sechs Kilometer Luftlinie westlich von Ranalt im Stubaital und etwa zehn Kilometer östlich von Gries, einem Ortsteil der Gemeinde Längenfeld im Sulztal. Der Berg ist rundum von Gletschern umgeben. Im Süden liegt unterhalb der Hochmoosferner, im Westen der Alpeiner Ferner und im Nordosten der Seespitzferner.

## Erstbesteigung
Der Alpenvereinsführer dokumentiert eine erste Besteigung am 29. Juli 1895 durch Karl und Rosa Kirschbaum, J. Pfurtscheller (Burgeler) im Zuge einer Überschreitung des Kamms von der Östlichen über die Westliche Seespitze zur Ruderhofspitze.

## Stützpunkt und Wege
Der Normalweg auf die Westliche Seespitze führt von Süden von der Hochmoosscharte, bzw. dem Hochmoosferner über Schnee und Geröll zum Gipfel. Als Stützpunkt für diese Route dient die nordöstlich gelegene Franz-Senn-Hütte auf 2147 Metern Höhe oder die östlich gelegene Neue Regensburger Hütte. Von beiden Stützpunkten erreicht man nur über vergletschertes Gelände diese hoch gelegene Scharte. Im Winter lässt sich diese Route auch als Skitour begehen, wobei bei guten Verhältnissen der Gipfelanstieg durchgehend mit Ski machbar ist.